# Affaire Dominique Strauss-Kahn

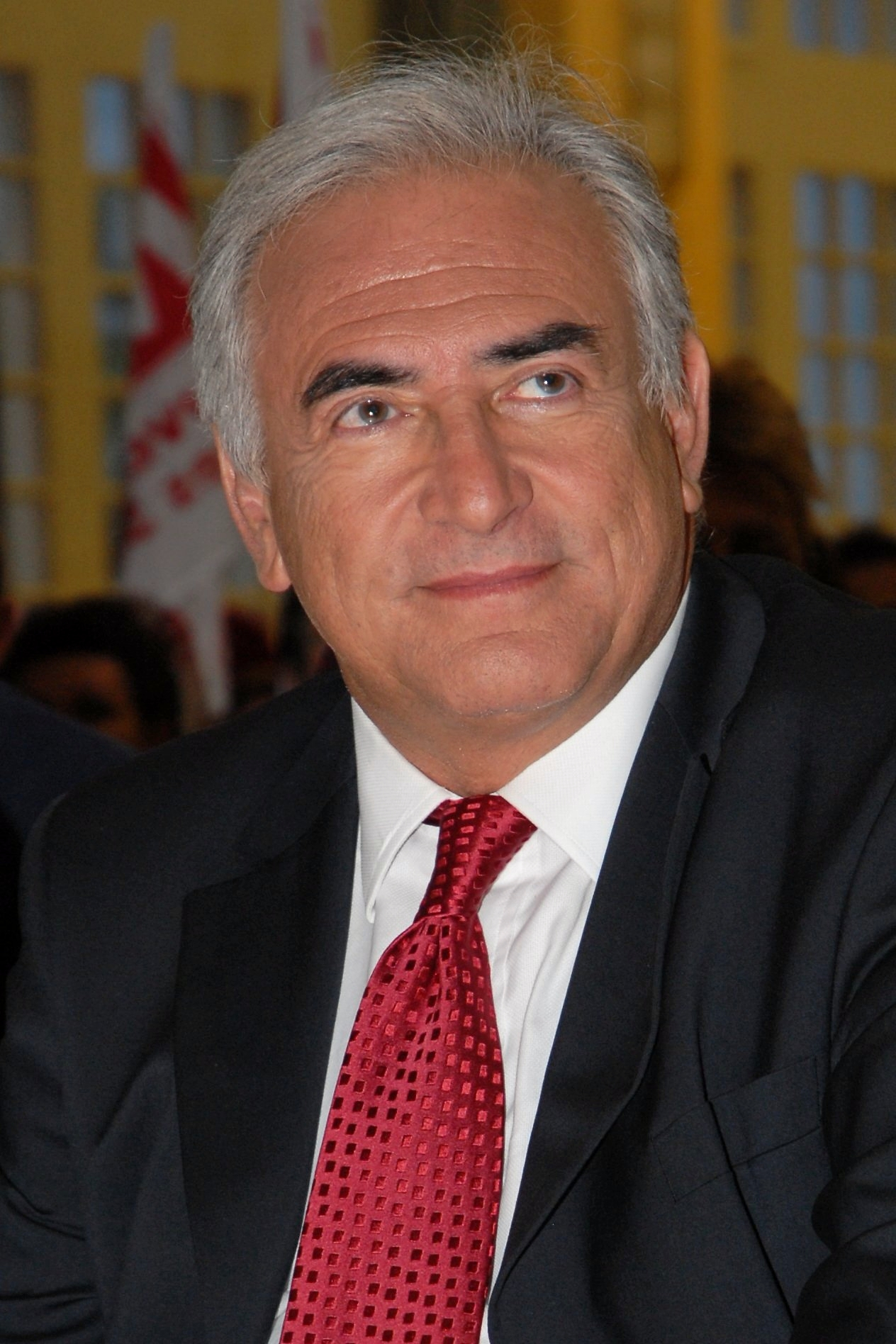
Dominique Strauss-Kahn, en 2007.

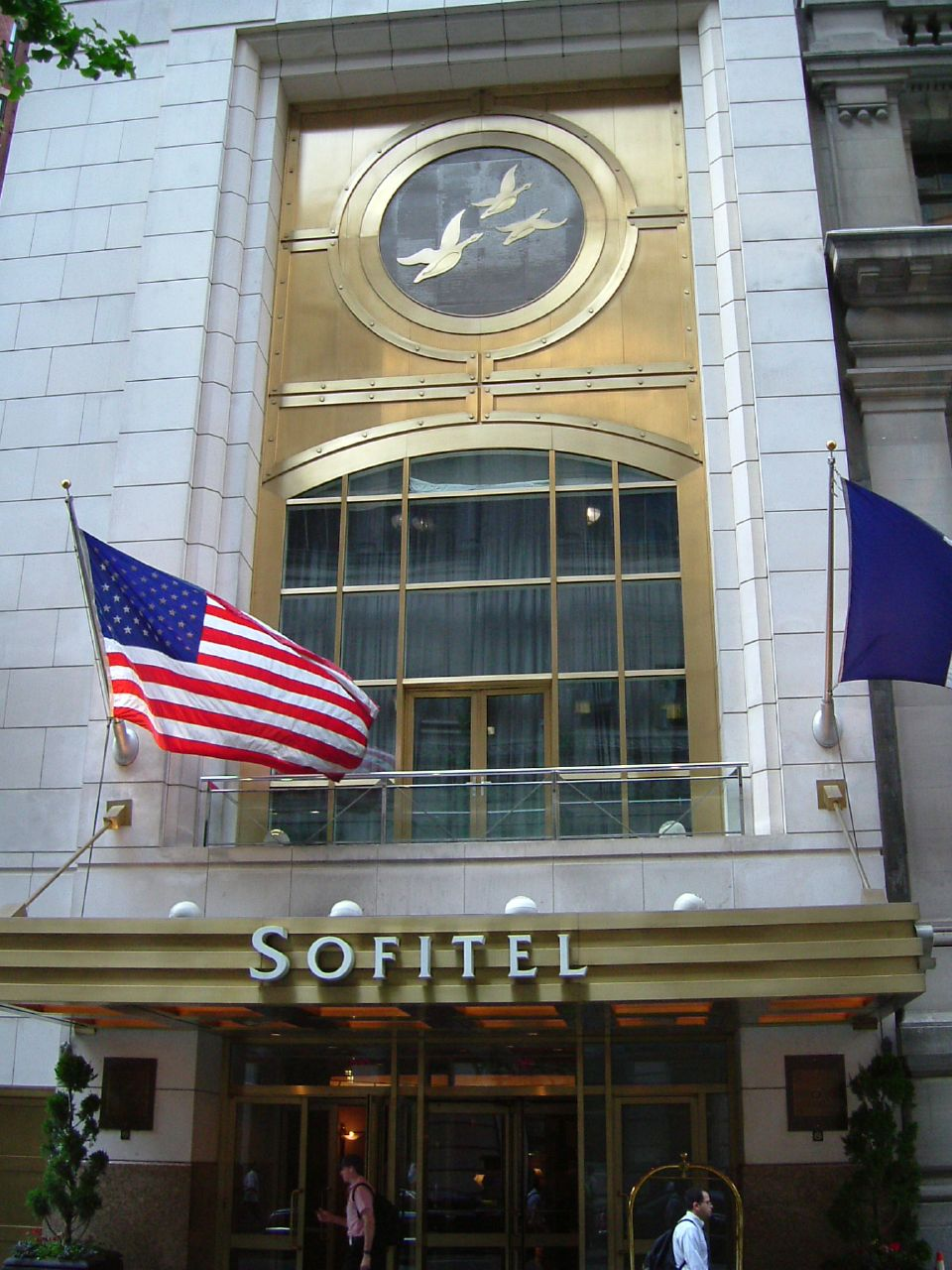
Hôtel Sofitel de New York, lieu où se serait déroulée l'agression alléguée.

Ne doit pas être confondu avec l'affaire du Carlton de Lille.
L'affaire Dominique Strauss-Kahn (abrégée en affaire DSK) ou affaire du Sofitel de New York est une affaire judiciaire de droit commun consécutive aux accusations d'agression sexuelle, de tentative de viol et de séquestration, portées par Nafissatou Diallo contre Dominique Strauss-Kahn, directeur général du Fonds monétaire international (FMI) depuis novembre 2007. Elle affirme qu'il a commis ces actes le 14 mai 2011, dans la suite 2806 de l'hôtel Sofitel de New York, où elle est employée comme femme de chambre depuis 2008.
Compte tenu de la gravité des actes invoqués, la juridiction de l'État de New York procède à la mise en détention provisoire de Dominique Strauss-Kahn et engage une procédure pénale. Celui-ci nie les accusations et fait savoir qu'il plaidera « non coupable ».
Son arrestation connaît un retentissement médiatique international, entraîne sa démission du poste de directeur général du Fonds monétaire international et l'empêche de se présenter à l'élection primaire, organisée les 9 et 16 octobre 2011 par le Parti socialiste et le Parti radical de gauche, afin de désigner leur candidat commun à l'élection présidentielle française de 2012, alors qu'il était pressenti comme favori à ces deux élections.
Le 19 mai 2011, un grand jury l'inculpe ; le lendemain, il est transféré de la prison de Rikers Island à un appartement de New York pour y être placé en résidence surveillée. Le 6 juin 2011, il plaide « non coupable », ce qui ouvre la voie à un procès pénal. Il est libéré sur parole lors de l'audience du 1er juillet 2011, le procureur ayant mis en doute la crédibilité de la plaignante. Les charges pesant sur Dominique Strauss-Kahn sont officiellement abandonnées le 23 août 2011, ce qui met un terme à la partie pénale de l'affaire. Deux plaintes sont déposées devant un tribunal civil, l'une par Nafissatou Diallo, l'autre par Dominique Strauss-Kahn. Le 10 décembre 2012, une transaction d'un million et demi de dollars intervient entre les deux parties et clôt définitivement l'affaire du Sofitel de New York.

## Contexte
Les 11, 12 et 13 mai 2011, Dominique Strauss-Kahn est à Washington, et le 13 mai au soir il se rend à New York afin d'y voir sa fille, selon les dires des avocats de Nafissatou Diallo, qui affirment que son séjour dans la ville est d'ordre privé,,. Dans le cadre de sa fonction de directeur général du Fonds monétaire international, il doit rencontrer le 15 mai la chancelière allemande Angela Merkel à Berlin, puis assister le 16 mai à la réunion des ministres des Finances de la zone euro à Bruxelles,. À cette époque, il bénéficie d'une importante popularité en France et est en tête des intentions de vote de la primaire présidentielle socialiste de 2011 et de l'élection présidentielle de 2012,. Pour l'opinion publique et pour les médias, sa candidature est alors acquise,.

## Arrestation et mise en accusation

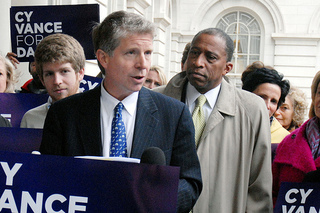
Cyrus Vance, Jr., procureur du comté de New York en 2009.

Le 14 mai 2011, Dominique Strauss-Kahn déjeune avec sa fille dans un restaurant proche du Sofitel de New York, juste avant de se rendre en taxi à l'aéroport international John-F.-Kennedy, où il est arrêté par la police de l'aéroport new-yorkais, à 16 h 40, à bord de l'avion peu avant le décollage du vol AF 023 d'Air France à destination de Paris,,. Son appel téléphonique de 15 h 29 de l'aéroport vers l'hôtel Sofitel pour signaler l'oubli d'un de ses téléphones portables dans sa chambre a permis de le localiser et de procéder à son interpellation,.
Mis en état d'arrestation au commissariat de Harlem, il est accusé d'avoir, quelques heures auparavant, agressé sexuellement une femme de chambre, Nafissatou Diallo, dans la suite no 2806 de l'hôtel Sofitel de New York. Âgée de trente-deux ans et installée aux États-Unis depuis 2004,, celle-ci réside dans le Bronx et fait partie de la communauté des Peuls de New York venus principalement du Fouta-Djalon (Guinée),, — elle est née à Tchiakoullé, hameau du nord de la Guinée situé dans le massif du Fouta-Djalon.
Le bureau du procureur de Manhattan, Cyrus Vance, Jr., décide alors d'engager une procédure pénale contre Dominique Strauss-Kahn pour sept chefs d'accusation, dont ceux d'acte sexuel criminel, de tentative de viol, d'abus sexuel et de séquestration,.
Le 25 mai 2011, le parquet, qui a pour rôle d'apporter des preuves de la culpabilité de l'accusé, est renforcé par les avocates Joan Illuzzi-Orbon et Ann P. Prunty.

## Rapports médicaux
Le 14 mai 2011, à 15 h 58, Nafissatou Diallo est admise au St. Luke's-Roosevelt Hospital Center (en), où elle est examinée par un spécialiste des examens médico-légaux dans le cadre d'agressions sexuelles (sexual assault forensic examiner, ou safe). Le médecin note dans le rapport : « Contusion, douleurs musculaires, tension ». Il est précisé que Nafissatou Diallo se plaint de douleurs à l'épaule gauche et qu'un examen par scanographie montre une rupture du ligament. Le rapport présente un schéma de la zone vaginale, sur lequel le médecin a porté les mentions « rougeur sur la fourchette » et « trauma », et se termine par cette conclusion : « Diagnostic : agression. Cause des blessures : agression – viol »,. Ce rapport initial, dont certains éléments s'appuient sur les déclarations de la plaignante à son arrivée à l’hôpital,,,, sera complété plus tard par le rapport médico-légal diligenté par le procureur, dans lequel figurent en particulier des interrogatoires d'un expert médical et de la première examinatrice de Nafissatou Diallo, menés par le procureur lui-même et aboutissant, par exemple, à la conclusion que la rougeur décrite dans le rapport initial était un élément non spécifique, qui pouvait être attribué à des causes autres qu’un traumatisme.

## Procédures judiciaires

### Procédure pénale

#### Version et défense de la plaignante
Selon Paul J. Browne, porte-parole de la police, Nafissatou Diallo déclare être entrée dans la suite vers midi pour y faire le ménage, à la demande de son supérieur hiérarchique, et qu'elle n'a pas utilisé sa clef magnétique, un employé du service en chambre de l'hôtel, présent sur place peu de temps auparavant, n'ayant pas fermé la porte.
Peu après, Dominique Strauss-Kahn est, selon elle, sorti nu de la salle de bains et s'est approché d'elle par derrière pour tenter de la contraindre à des rapports sexuels,,, en fermant la porte de la suite. Elle déclare être parvenue néanmoins à s'enfuir de celle-ci, après une chute.
D'après le Daily Beast, citant des sources proches de l'enquête, Nafissatou Diallo est retrouvée vers 12 h 30, prostrée, cachée dans le couloir de l'hôtel, traumatisée, essayant de vomir, crachant par terre et avec des difficultés à parler. Elle explique à une collègue ce qui lui est arrivé, puis à deux de ses supérieurs hiérarchiques, et enfin au chef de la sécurité de l'hôtel qui, après consultation du directeur, appelle la police.
Nafissatou Diallo est dans un premier temps représentée par Jeffrey J. Shapiro, avocat aux barreaux de New York et de Californie, secondé à partir du 25 mai 2011, par Norman Siegel, ancien directeur du New York Civil Liberties Union (en) (NYCLU) et figure de la lutte pour les droits civiques, et Kenneth P. Thompson (en), avocat afro-américain de New York et ancien procureur fédéral.
Depuis le 6 juin 2011, seul le cabinet de Kenneth P. Thompson et Douglas Wigdor, Thompson Wigdor LLP, spécialisé dans les affaires de discrimination, représente Nafissatou Diallo, Jeffrey J. Shapiro et Norman Siegel ayant décidé de se retirer,.
Le 23 juin 2011, Thibault de Montbrial, avocat pénaliste au barreau de Paris, est désigné par Kenneth P. Thompson pour représenter en France les intérêts de Nafissatou Diallo.

#### Version et défense de l'accusé
Dominique Strauss-Kahn, dont la défense est assurée par le cabinet d'avocats new-yorkais Benjamin Brafman & Associates, P. C. et William Taylor, avocat pénaliste au barreau de Washington, « nie de la manière la plus forte possible les accusations qui pèsent contre [lui] »,.
La défense de Dominique Strauss-Kahn a tenté de restituer l'emploi du temps de celui-ci, dans le but de montrer qu'il avait quitté l'hôtel une demi-heure avant l'agression supposée. Il aurait ainsi quitté l'hôtel à 12 h 28 et déjeuné avec une de ses filles, Camille, étudiante en Ph.D. à l'université Columbia, à 12 h 45, avant de se rendre à l'aéroport John-F.-Kennedy pour prendre le vol AF 023, dont la réservation avait été effectuée une semaine auparavant. À la suite du changement par la police de l'heure de l'agression supposée, les avocats de Dominique Strauss-Kahn plaident la relation consentie.
L'enquête à décharge de la défense est confiée à la société Guidepost Solutions. La défense fait également appel à la société de consultants TD International.
Le 26 mai 2011, la défense accuse la police d'être à l'origine de fuites et redoute que l'accusé ne bénéficie pas d'un « procès équitable » ; ses avocats affirment par ailleurs détenir des preuves pouvant « gravement mettre en doute la crédibilité » de la femme de chambre. Ils contestent les accusations portées contre eux, notamment en France, de vouloir « salir injustement la plaignante » et émettent le 14 juin un communiqué réfutant cette allégation,.
Après que Dominique Strauss-Kahn a plaidé « non coupable » le 6 juin 2011, la défense a jusqu'au 23 août 2011, dernière date prévue de la prochaine audience, pour prendre connaissance du dossier de l'accusation.
Le 16 août 2011, les avocats de Dominique Strauss-Kahn protestent contre la diffusion par la presse du rapport médico-légal concluant à un viol, déclarant que sa « conclusion est basée presque exclusivement sur le témoignage de la plaignante » et que les blessures évoquées « ne sont pas du tout des blessures » et « peuvent avoir été provoquées par de nombreuses autres causes qu'une agression sexuelle, y compris par un rapport sexuel consenti plusieurs jours avant l'incident »,. Ils jugent ce rapport « inexact et malveillant » et envisagent des « suites » pour atteinte à la présomption d'innocence. Le 18 mai, Benjamin Brafman avait déclaré : « Les preuves médico-légales, selon nous, ne coïncident pas avec un rapport forcé ».
Les avocats de Dominique Strauss-Kahn ont aussi démenti, le 3 juillet, toute relation tarifée entre leur client et la femme de chambre du Sofitel,. Selon Le Figaro du 4 juillet 2011, ils auraient avancé un scénario dans lequel la femme de chambre, « qui aurait l'habitude de recevoir une gratification en échange de ses faveurs sexuelles », serait retournée dans la chambre de Dominique Strauss-Kahn après qu'il l'a quittée et, n'y trouvant pas « la rémunération escomptée », « aurait alors décidé de dénoncer un viol ». Le 24 août 2011, ils admettent une relation consentie et considèrent que leur client a payé « au prix fort une absence passagère de jugement qui n’avait rien de criminel ».

#### Déroulement de la procédure pénale

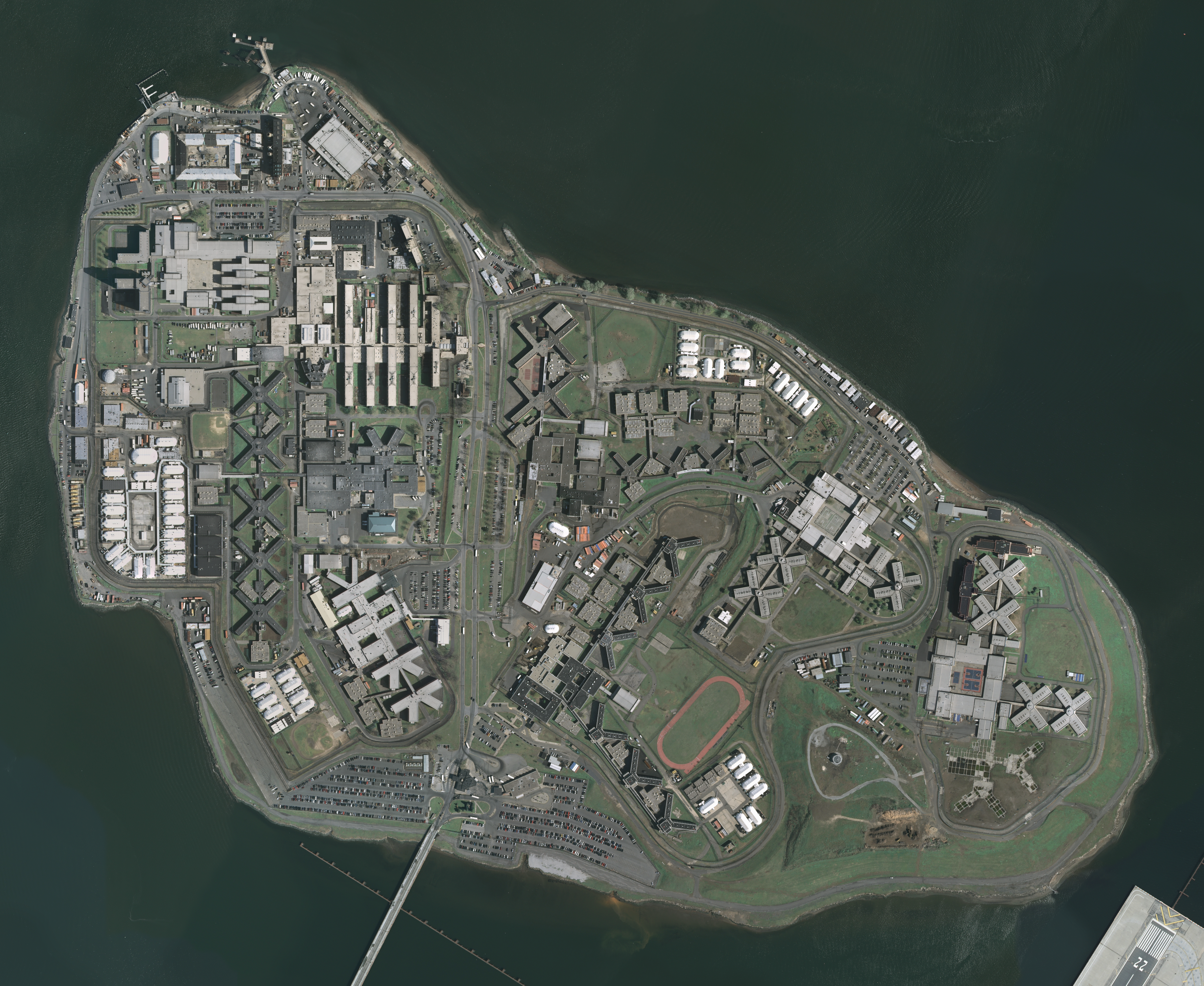
Prison de Rikers Island.

##### Première comparution devant le tribunal pénal de la ville de New York
La phase qui suit l'arrestation concerne notamment la prise d’empreintes, la photographie destinée à l’identité judiciaire, et la levée des antécédents judiciaires. Divers éléments, dont certains récupérés dans la suite lors d'une reconstitution réalisée par la police, sont envoyés à un laboratoire spécialisé pour rechercher notamment des traces éventuelles d'ADN. Dominique Strauss-Kahn accepte de se soumettre à un examen médico-légal et dément toutes les accusations dont il est l’objet. L'immunité diplomatique du FMI, invoquée par Dominique Strauss-Kahn lors de son arrestation, ne peut être utilisée dans la mesure où elle ne concerne que les délits commis lors d'activités officielles.
Le 16 mai 2011, Dominique Strauss-Kahn comparaît devant le tribunal pénal de la ville de New York (en) (New York City Criminal Court), présidé par la juge Melissa Carow Jackson. John « Artie » McConnell, substitut du procureur de Manhattan, déclare que la femme de chambre a fourni un compte-rendu détaillé de l'agression supposée et qu'elle a reconnu Dominique Strauss-Kahn lors d'une parade d’identification. Il évoque également une « conduite similaire », faisant allusion au cas de Tristane Banon, une jeune journaliste française qui avait accusé Dominique Strauss-Kahn d'agression sexuelle au cours d'un entretien. Une requête de la défense pour sa libération sous caution (un million de dollars) est rejetée par la juge, qui invoque un risque de fuite.
Dominique Strauss-Kahn est alors placé en détention provisoire à la prison de Rikers Island, dans une cellule individuelle du quartier réservé aux détenus atteints d'une maladie transmissible afin de prévenir toute agression de la part des autres détenus. Escorté en permanence par un gardien, il fait également l'objet d'une surveillance anti-suicide. Le 18 mai 2011, dans une lettre rédigée depuis sa cellule de prison, il démissionne de ses fonctions de directeur général du FMI,.

##### Inculpation formelle par un grand jury
Le 19 mai 2011, un grand jury, l'inculpe formellement de sept chefs d'accusation,,. Le même jour, Michael J. Obus, juge de la Cour suprême de l'État de New York (New York State Supreme Court), accepte, malgré l'opposition du substitut du procureur John Artie McConnell, sa libération sous caution avec plusieurs conditions : le versement d'une caution d'un million de dollars avec un dépôt de garantie de cinq millions de dollars, le retrait de son passeport, une assignation à résidence à New York avec présence de caméras de surveillance, une présence permanente d'un garde armé, à ses frais, le port d'un bracelet électronique muni d'un GPS, et des conditions de contact et de sortie restreintes.

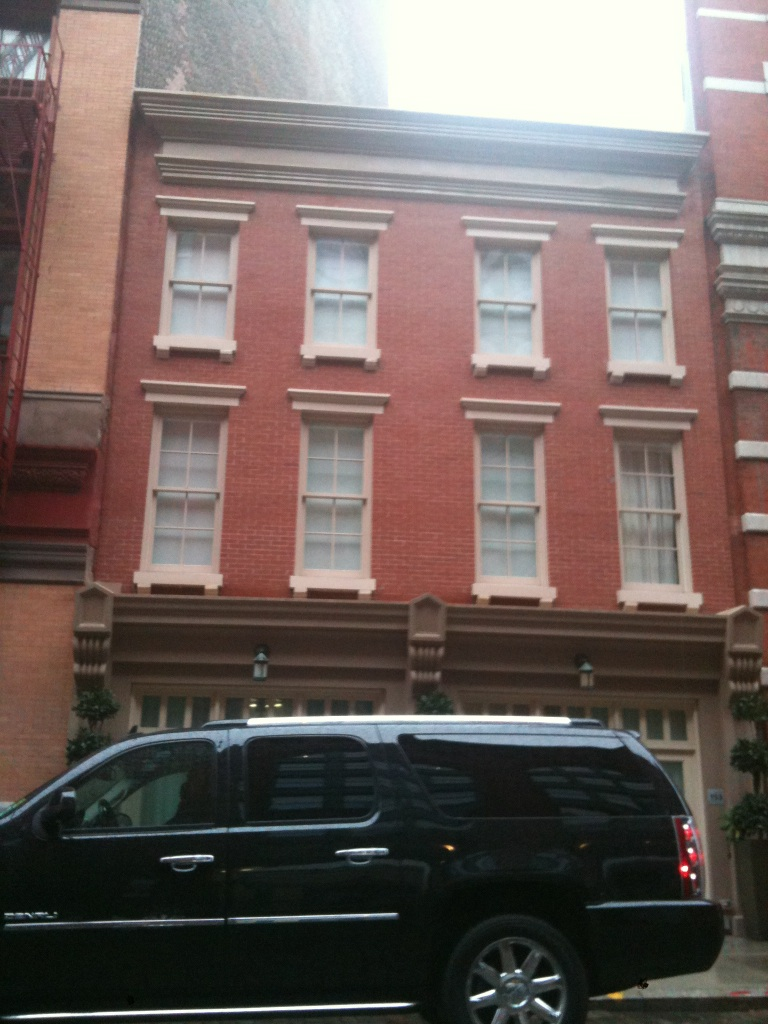
La résidence surveillée de Dominique Strauss-Kahn, au 153, Franklin Street, une maison de deux étages de brique rouge.

Le 20 mai 2011, il quitte la prison de Rikers Island pour être provisoirement placé en résidence surveillée dans un appartement de l'immeuble sis au 71, Broadway, dans le quartier de Lower Manhattan, près de Ground Zero, et appartenant à la société Stroz Friedberg chargée de l'assignation à résidence de Dominique Strauss-Kahn. Parmi les occupants également en résidence surveillée de l'immeuble figure le hacker Andrew Auernheimer. Le 25 mai 2011, Dominique Strauss-Kahn, dont la présence n'est pas souhaitée par les copropriétaires des nombreux immeubles démarchés — les règlements de copropriété font souvent mention à New York d’une clause d’agrément, c’est-à-dire d'« un droit de regard » sur les nouveaux venus,, —, s'installe dans une maison située au 153, Franklin Street, dans le quartier de TriBeCa, résidence dont le loyer affiché est de 35 000 € par mois.

##### Décision de plaider «non coupable»
Le 6 juin 2011, lors d'une audience préliminaire à la Cour suprême de New York, Dominique Strauss-Kahn se voit signifier sa mise en accusation (post-indictment arraignment) et plaide « non coupable » des faits qui lui sont reprochés, ce qui permet la tenue d'un procès pénal.

##### Audience du1erjuillet 2011
Les assistants du procureur de New York font part, dans une lettre datée du 30 juin 2011 adressée à la défense, de doutes sérieux sur la crédibilité de leur principal témoin,,,. Dans ce courrier, ils affirment que Nafissatou Diallo a menti à plusieurs reprises, devant les enquêteurs et devant le grand jury, notamment sur sa demande d'asile, sur un prétendu viol qu'elle aurait subi en Guinée, sur ses déclarations fiscales et sur les conditions exactes de l'agression décrite,.
De son côté, le New York Times daté du 1er juillet 2011 révèle le contenu d'une conversation téléphonique qui, 28 heures après l'agression sexuelle présumée, s'est déroulée entre l’accusatrice et un homme emprisonné pour possession de drogue et au cours de laquelle Nafissatou Diallo aurait notamment déclaré au détenu, en dialecte peul : « Ne t'inquiète pas, ce type a plein de fric. Je sais ce que je fais »,. Le 27 juillet 2011, l'avocat Kenneth Thompson fait état de nouvelles traductions qui auraient eu lieu dans le bureau du procureur et qui montreraient que Nafissatou Diallo n'a pas tenu ces propos.
Le 1er juillet également, une audience imprévue se tient afin d'examiner les conditions de la liberté conditionnelle de Dominique Strauss-Kahn. Considérant qu'après l'apparition de ces nouveaux éléments de l'enquête, le risque que l'accusé ne se présente pas à l'instance a fortement diminué, le juge Michael Obus décide de le libérer sur parole. À la suite de cette audience, toutes les mesures liées à sa liberté surveillée sont suspendues. Son passeport ne lui est cependant pas restitué, car il est tenu de rester sur le territoire des États-Unis, les poursuites n'étant pas pour autant abandonnées.
Les parties réagissent de façon opposée à cette décision : si Benjamin Brafman, un des avocats de Dominique Strauss-Kahn, s'estime « confiant » car ces événements « renforcent [sa] conviction qu'il sera acquitté », Kenneth Thompson, l'avocat de la plaignante, décide d'être plus offensif,,.

##### Stratégies médiatiques
À l'entrée et à la sortie de l'audience du 6 juin 2011 au cours de laquelle il a plaidé « non coupable », Dominique Strauss-Kahn est conspué aux cris de « Shame on you! » (« Honte à vous ! ») par une centaine de femmes de chambre, à l'initiative du syndicat des employés d'hôtel, qui est très puissant à New York et joue un rôle important dans cette affaire.
Dans un premier temps, la plaignante comme l'accusé adoptent une stratégie de communication quasi identique : aucun interview de l'une comme de l'autre à la presse écrite et audiovisuelle, aucune image de la plaignante, aucune version des faits qui se sont déroulés dans la suite du Sofitel défendue par l'accusé ou ses avocats. Deux mois après le début de l'affaire, les avocats de Nafissatou Diallo choisissent une nouvelle stratégie : le 25 juillet 2011, elle fait sa première apparition publique sur la chaîne de télévision ABC News et devant les journalistes de Newsweek. Selon les avocats de Dominique Strauss-Kahn, l'accusatrice cherche à « enflammer l’opinion publique ».

##### Abandon des charges
Une nouvelle audience était prévue le 18 juillet 2011. À la demande des parties qui poursuivent leur enquête, elle est reportée au 1er août, puis au 23 août.
Le 20 août, l'avocat de Nafissatou Diallo, Kenneth P. Thompson, annonce que sa cliente est convoquée le 22 août par le procureur Cyrus Vance. Il déclare au New York Times s'attendre à l'abandon partiel ou total des chefs d'accusation visant Dominique Strauss-Kahn,.
Le 22 août, Thompson Wigdor, le cabinet d'avocat de la plaignante, demande à la cour de nommer un procureur spécial. Dans l'après-midi, une motion de non-lieu, (recommendation for dismissal), rédigée par les procureurs généraux adjoints Joan Illuzzi Orbon et John « Artie » McConnell, est transmise à la cour suprême de l'État de New York. L'argument principal invoqué est le manque de crédibilité de la plaignante qui a menti à de nombreuses reprises, particulièrement au sujet d'un viol en Guinée n'ayant pas eu lieu, ce qui exclut, selon le procureur, que le témoignage seul de la plaignante puisse convaincre un jury au-delà de tout doute raisonnable (beyond a reasonable doubt). Le procureur confirme par ailleurs la teneur de la conversation téléphonique de la plaignante avec son fiancé incarcéré « dans laquelle a été mentionné le potentiel gain financier qu'il était possible de tirer de l'événement du 14 mai 2011 » (« Ne t'inquiète pas, ce type a beaucoup d'argent, je sais ce que je fais. »,), alors qu'à une date très proche de cette conversation, elle avait déclaré « sans équivoque » aux enquêteurs, « qu'elle n'avait pas saisi la justice en vue d'obtenir de l'argent »,. Il précise que si « les preuves démontrent que l'accusé a eu un rapport sexuel hâtif avec la plaignante », rien n'indique que « ce rapport était forcé ou non consenti »,. À la demande du procureur, le juge Michael Obus décide le 23 août 2011 d’abandonner les poursuites contre Dominique Strauss-Kahn.
Dominique Strauss-Kahn récupère son passeport le 25 août 2011 et rentre en France le 4 septembre 2011,.

### Procédure civile

#### Plainte déposée par Nafissatou Diallo
Le 8 août 2011, Nafissatou Diallo dépose une plainte devant un tribunal civil du Bronx, contre Dominique Strauss-Kahn, au sujet de ce qui se serait passé au Sofitel de New York,,,,. Dans son assignation, Nafissatou Diallo réitère ses accusations contre Dominique Strauss-Kahn : « attaque violente et sadique, comportement humiliant et dégradant, atteinte à sa dignité de femme ».

#### Plainte déposée par Dominique Strauss-Kahn
Le 14 mai 2012, un an exactement après son arrestation à New York, Dominique Strauss-Kahn porte plainte contre Nafissatou Diallo pour accusations infondées et diffamation, : dans un document de dix-huit pages adressé au juge Douglas McKeon, il accuse la femme de chambre de lui avoir « volontairement infligé une souffrance émotionnelle », « d'être directement responsable de son emprisonnement », qui l’a contraint à démissionner de la présidence du FMI, évoque des « opportunités professionnelles » perdues, réclame « au moins un million de dollars », et répond aux 63 accusations portées par Nafissatou Diallo, dans sa propre plainte de dix-sept pages,,.
Certains médias soulignent la concordance de dates entre cet acte de procédure et l'investiture présidentielle de François Hollande qui a lieu le lendemain, alors que la plainte rappelle qu'au moment des faits il était « considéré par certains comme le prochain président français »,, et que selon le journal Le Monde « le fantôme de DSK n'a cessé de planer sur la campagne présidentielle jusqu'à la victoire de François Hollande, le 6 mai 2012 ».

#### Déroulement de la procédure civile

##### Rejet de l'argument d'immunité diplomatique
Le 26 septembre 2011, Dominique Strauss-Kahn demande le classement de la plainte au civil de Nafissatou Diallo, faisant valoir l'immunité diplomatique dont il bénéficiait, selon lui, au moment du dépôt de la plainte, du fait de sa qualité de directeur général du Fonds monétaire international.
Une première audience au civil se tient le 28 mars 2012 devant le juge Douglas McKeon, de la Cour suprême du Bronx. Nafissatou Diallo et Dominique Strauss-Kahn y sont représentés par leurs avocats,.
Le 1er mai 2012, le juge Douglas McKeon fait savoir qu'il ne retient pas l'argument concernant l'immunité de DSK et déclare donc recevable la plainte de Nafissatou Diallo au civil,.

##### Transaction financière qui met fin, sans procès public, aux procédures judiciaires
Selon une information publiée par CNN en août 2012, des pourparlers seraient en cours pour tenter d'aboutir à un arrangement financier qui empêcherait la tenue du procès civil devant le Tribunal. Les deux parties démentent. Recensant les motivations qui pourraient conduire les parties à rechercher un tel compromis, L'Express affirme que l'une et l'autre peuvent souhaiter « éviter que leur vie privée ne soit exposée au grand jour ». Dominique Strauss-Kahn a, quant à lui, tout intérêt à éviter une audience publique au cours de laquelle, « à la différence du procès pénal, il ne pourra pas se murer dans le silence ». Subsidiairement, il éviterait de comparaître devant un Tribunal du Bronx, où les jurés locaux sont réputés « plus favorables aux victimes issues des minorités » « black et latino ».
Le 10 octobre 2012, le site Internet du magazine Le Point publie des extraits d'une interview exclusive de Dominique Strauss-Kahn, dans laquelle il évoque pour la première fois ce qui s'est passé le 14 mai 2011 dans la chambre 2806 du Sofitel de New York, déclare que cela « ne tombe pas sous le coup de la loi » et confie être « frustré » de ne pouvoir dire à ce jour sa vérité, en raison de ce qu'il nomme les « contraintes du procès civil ».
Le 29 novembre 2012, le journal The New York Times annonce qu'un accord amiable a été trouvé entre Dominique Strauss-Kahn et son accusatrice, Nafissatou Diallo,. L'indemnité financière versée à Nafissatou Diallo s'élèverait à 6 millions de dollars selon le journal Le Monde, ce que démentent ses avocats, et à 1,5 million de dollars (dont 500 000 pour ses avocats) selon le Journal du dimanche, qui fait état d'une confirmation de la part de l'entourage de Dominique Strauss-Kahn. Selon le New York Times, cette transaction serait intervenue une semaine avant l'audience devant le Juge de la Cour Suprême du Bronx, au cours de laquelle l'avocat de Nafissatou Diallo souhaitait confronter Dominique Strauss-Kahn aux témoignages d'autres femmes qu'il aurait agressées.
Le 10 décembre 2012, le juge McKeon, chargé de l'affaire, valide la transaction entre les parties, en annonce la confidentialité et clôt ainsi définitivement l'affaire du Sofitel de New York, commencée dix-neuf mois plus tôt. L'accord financier met fin à toutes les procédures engagées au civil, celle de Nafissatou Diallo contre Dominique Strauss-Kahn et celle de Dominique Strauss-Kahn contre Nafissatou Diallo. Ainsi, l'ancien directeur du Fonds monétaire international ne donnera jamais à la justice sa version des faits concernant le 14 mai 2011. Aux États-Unis, les parties préfèrent souvent une transaction financière plutôt qu'un procès civil,.
À la suite de cette transaction financière, Nafissatou Diallo ouvre à New York, dans le Bronx, un restaurant « africain, américain et espagnol ». En mars 2015, un incendie endommage l'établissement. La jeune femme aurait investi par la suite à Dakar, au Sénégal, en achetant un immeuble de trois étages avec des appartements luxueux,.

## Réactions
En France, le Le Journal du dimanche a réussi à modifier sa "Une" peu avant minuit après avoir appris via le réseau social Twitter l'arrestation à New-York du directeur général du FMI, devenant le seul journal à en parler pendant 24 heures.

### Dominique Strauss-Kahn
Dominique Strauss-Kahn ne s'est pas exprimé durant toute la procédure pénale. Le 29 août 2011, lors de sa visite au Fonds monétaire international à Washington, il déclare qu'il souhaite « s'excuser » pour ceux qui ont souffert à cause de sa propre « erreur ».
Le 18 septembre 2011, il s'exprime au journal de 20 heures de TF1. Il met en avant le rapport du procureur de New York, qu'il considère comme une motion de « non-lieu » et met en cause l'hebdomadaire L'Express, qu'il qualifie de « tabloïd », ainsi que la direction de l'hôtel Sofitel de New York, qu'il soupçonne implicitement de ne pas avoir donné les mêmes informations à ses avocats qu'à ceux de Nafissatou Diallo. S'il reconnaît une « faute morale » (« vis-à-vis de [sa] femme, de [ses] enfants, de [ses] amis, mais aussi des Français »), il nie catégoriquement qu'il y ait eu agression sexuelle ou relation tarifée. Cette interview fait partie d'un plan de communication dont s'occupe son attachée de presse Anne Hommel, ancienne de l'agence Euro RSCG qui reconnaît que « l'exercice est un échec anticipé », « au sens où DSK ne sera ni pardonné, ni excusé du choc qu'il a produit » mais il vise à relâcher la pression médiatique.

### Proches de Dominique Strauss-Kahn
Le lendemain de l'arrestation de son mari, Anne Sinclair déclare dans un communiqué qu'elle ne croit « pas une seule seconde aux accusations qui sont portées contre [son] mari » et ne doute « pas que son innocence soit établie ». Le 22 avril 2014, elle s'exprime pour la première fois publiquement sur l'affaire du Sofitel de New York, dans l'émission Un jour, un destin de France 2, et déclare à propos des accusations formulées par Nafissatou Dialo, sans jamais les nommer : « Non je n'y ai jamais cru, je ne le crois pas et je sais que ce n'est pas le cas » (les médias parlent d'une accusation de viol alors qu'il s'agit en réalité d'une accusation de « tentative de viol »). Dans la même émission, elle fait part de ses doutes quant à la neutralité de Nicolas Sarkozy dans cette affaire.
Le journaliste Jean-François Kahn, ami du couple, pense qu'il n'y a pas eu « tentative violente de viol » mais parle d'une « imprudence » et d'un « troussage de domestique ». Cette dernière déclaration lui vaut de nombreuses critiques. Il déclare quelques jours plus tard que « cette formule [était] une connerie ». L'ancien ministre de la Justice Robert Badinter dénonce de son côté « une mise à mort médiatique » avec la diffusion des images montrant Dominique Strauss-Kahn menotté, se disant « bouleversé et indigné » par cette « tragédie ». Ces propos lui valent la réprobation de Laurent Joffrin.
Le philosophe Bernard-Henri Lévy s'interroge sur le fait qu'une femme de ménage puisse se trouver seule « dans la chambre d'un des personnages les plus surveillés de la planète », affirmant que dans « la plupart des grands hôtels new-yorkais », il y a des « brigades de ménage composées de deux personnes ». Il se montre critique envers la juge Melissa Jackson, qui a décidé de placer Dominique Strauss-Kahn en détention provisoire, dénonçant le fait de l'avoir livré « à la foule des chasseurs d'images qui attendaient devant le commissariat de Harlem » en faisant « semblant de penser qu'il était un justiciable comme un autre »,,. Cette prise de position lui vaut de vives critiques de la part de la presse américaine.

### Personnalités politiques
À gauche, la première secrétaire du Parti socialiste, Martine Aubry, se déclare le 15 mai 2011 « totalement stupéfaite » par l'arrestation de Dominique Strauss-Kahn et parle de « coup de tonnerre ». François Hollande déclare qu'« il faut réagir à la fois avec émotion mais aussi avec retenue », « se garder de toute conclusion prématurée » et précise que « cela n'implique pas le Parti socialiste ». De leur côté, les strauss-kahniens Jean-Marie Le Guen et Jean-Christophe Cambadélis affirment que cela ne « ressemble pas » à Dominique Strauss-Kahn et appellent à ne pas tirer de conclusion hâtive,. Jack Lang s'attire des critiques à la suite de propos qu'il tient le 16 mai 2011 (« Quand on connaît un tout petit peu le système américain […] alors qu'il n'y a pas mort d'homme, ne pas libérer quelqu'un qui verse une caution importante, ça ne se fait pratiquement jamais. »). Jean-Pierre Chevènement s'attache à la présomption d'innocence et met en garde contre une machination, en rappelant l'affaire Dreyfus.
Arnaud Montebourg, quant à lui, se dit gêné, le 26 mai 2011, par le fait que des milliers de dollars « vont être dépensés pour tenter de décrédibiliser une femme pauvre, noire, qui travaille dur » et critique le système judiciaire américain, grâce auquel « si vous avez de l'argent, vous pouvez échapper à la prison ». Le magazine Le Point rapporte, le 16 juin 2011, le commentaire d'Eva Joly, candidate d'Europe Écologie Les Verts à l'élection présidentielle française de 2012 : « C'est un homme ; il est riche, puissant et connu, face à une femme faible, pauvre et inconnue. Il a perdu » (ancienne juge d'instruction, elle avait déclaré en août 2010 : « DSK, je le connais bien, je l'ai mis en examen. »). Son collègue Nicolas Hulot trouve l'affaire « glauque » et « hors de la politique ».
Dans leur ensemble, les personnalités politiques de droite, sur les recommandations du président Nicolas Sarkozy, se montrent prudentes et insistent sur le respect de la présomption d'innocence, tout en déplorant l'impact que peut avoir cette affaire sur l'image de la France au niveau international. Dans les heures qui suivent l'arrestation, certaines livrent néanmoins des commentaires tranchés. Le député UMP Bernard Debré se montre le plus critique, estimant que Dominique Strauss-Kahn est un « homme peu recommandable » qui « humilie la France » en se « vautr[ant] dans le sexe », un « délinquant sexuel » qui aurait, selon lui, agressé d'autres employées de l'hôtel Sofitel de New York, ; il admet par la suite avoir « surréagi »,.
La présidente du Front national, Marine Le Pen, considère pour sa part que Dominique Strauss-Kahn est « définitivement discrédité comme candidat à la plus haute fonction de l'État » et critique le fait que « le Tout-Paris » avait connaissance des « rapports légèrement pathologiques que M. Strauss-Kahn semble entretenir à l'égard des femmes ».
Interrogé par des journalistes russes, Vladimir Poutine déclare, le 27 mai 2011, ne pouvoir croire à l'affaire « telle qu'elle a été présentée au départ » et avoir « du mal à [en] évaluer les dessous politiques »,.
Le 22 août 2011, après la demande d'abandon des charges visant Dominique Strauss-Kahn, les responsables du Parti socialiste affichent leur satisfaction : Martine Aubry se dit « très heureuse », Harlem Désir parle d'un « immense soulagement », François Hollande se « réjouit pour Dominique Strauss-Kahn, ses proches, sa famille ». Le secrétaire général de l'UMP, Jean-François Copé, déclare : « Du point de vue de sa personne, je suis heureux pour M. Strauss-Kahn car il a subi une épreuve judiciaire particulièrement lourde ».
D'autres en revanche déplorent la décision du procureur et regrettent l'absence de procès, à l'instar de la communiste Marie-George Buffet, qui considère qu'il s'agit d'« une mauvaise nouvelle pour la justice » et « pour les femmes », ou de la députée UMP Françoise Hostalier, qui trouve cela « étonnant et très choquant ». Pour Marine Le Pen, la fin de la procédure pénale laisse un goût « amer » et « nauséabond ».
Le 29 août 2011, l'ancien Premier ministre Michel Rocard affirme que Dominique Strauss-Kahn était atteint d'une « maladie mentale » l'empêchant de « contrôler ses pulsions ». Laurent Fabius et Jack Lang critiquent ces propos, que l'ancien premier ministre dit regretter et présente ses excuses. Le lendemain, Martine Aubry déclare penser « la même chose que beaucoup de femmes sur l'attitude de Dominique Strauss-Kahn vis-à-vis des femmes »,,. De son côté, Arnaud Montebourg exige de l'ancien directeur général du FMI qu'il fasse des excuses « aux socialistes » et « au peuple de gauche », puis souhaite qu'« ensuite il garde le silence ».

### Associations féministes
Des associations féministes françaises, comme Osez le féminisme, La Barbe ou Paroles de femmes, se mobilisent face au « sexisme » qu'aurait selon elles engendré l'affaire,. Osez le féminisme, dont la présidente Caroline De Haas dénonce « la manière dont cette saga a été commentée en France par les médias et les figures politiques » qui « met en lumière un sexisme décomplexé, dont nous connaissions l'existence », lance le 21 mai 2011 la pétition « Ils se lâchent, les femmes trinquent », qui recueille en six jours plus de 28 000 signatures, parmi lesquelles celles de nombreuses personnalités politiques et médiatiques,. Le 22 mai 2011, 500 personnes manifestent à Paris et 3 000, le lendemain, devant le centre Pompidou. Ces associations, rejointes par des féministes américaines, considèrent que « tout comme [Dominique] Strauss-Kahn doit être présumé innocent tant que sa culpabilité n’a pas été établie, la plaignante a droit au respect et sa parole ne doit pas être mise en doute jusqu’à preuve du contraire ».
Le 6 juillet 2011, Élisabeth Badinter, proche de Dominique Strauss-Kahn, exprime sa colère contre certaines associations féministes et déclare qu'« on ne se sert pas d’une possible injustice pour faire avancer une cause ».
À la suite du non-lieu prononcé à l'égard de Dominique Strauss-Kahn, plusieurs mouvements féministes expriment leur « déception » et se montrent critiques. Zineb El Rhazoui, porte-parole de Ni putes ni soumises, précise qu'il « n'est pas blanchi » et regrette la « dérive dangereuse qui fait que des victimes devraient être parfaites pour être crues ». La présidente de la Ligue internationale des femmes, Annie Sugier, qui a créé un comité « Justice pour Nafissatou Diallo », estime quant à elle qu'« au regard du rapport médical, il est évident qu'il s'agit d'un viol » et qu'« il y a un déni de justice, parce qu'on ne va pas jusqu'au bout de la procédure, on ne va pas au fond du dossier ». Pour Julie Muret, porte-parole d'Osez le féminisme, « cette affaire a été un révélateur du sexisme ambiant en France ».
Le journaliste Claude-Marie Vadrot estime, le 24 août 2011, sur Politis.fr, que la mise hors de cause de Dominique Strauss-Kahn « n’est pas une rebuffade vis-à-vis des femmes, au contraire, n’en déplaise aux couinements de quelques féministes qui n’ont rien compris ». Sur Causeur.fr, Élisabeth Lévy fustige les féministes pour qui « chaque mâle reste un violeur présumé ».
Dans une tribune publiée dans Le Monde du 7 septembre 2011, Gisèle Halimi, qui se demandait dans Le Parisien du 18 mai 2011 « Comment voulez-vous croire qu'une simple femme de ménage, noire, mère célibataire de surcroît, ne dise pas la vérité ? » — le philosophe Raphaël Enthoven, proche de Dominique Strauss-Kahn, lui répondra dans l'Express, le 1er septembre 2012, que l'« on peut être faible et fourbe, riche et innocent » —, considère que le retour en France de Dominique Strauss-Kahn est « indécent » et fustige « l'indulgence et l'indécence qui ont marqué la relation médiatique de ce détestable feuilleton ».
Jean Quatremer, du journal Libération, estime que la presse française « protège » les hommes politiques et l'écrit ainsi : « Cet épisode m'a amené à m'interroger sur le journalisme français, car je le trouve, comme l'a montré la suite de l'histoire, particulièrement révélateur du rapport au pouvoir de la presse française, et d'une certaine forme d'impunité dont jouissent les puissants dans ce pays. »
.

### Écrivains
Des écrivaines ont publié des tribunes plutôt en défaveur de DSK, telles Virginie Despentes dans le Guardian ou Christine Angot, dans Libération. Le Nouvel Observateur souligne l'influence sur celle-ci du texte de Marguerite Duras, intitulé « Sublime, forcément sublime Christine V. » et publié aussi dans Libération, le 17 juillet 1985, au moment de l'affaire Grégory, Angot désignant publiquement dans son texte la culpabilité d'une personnalité, sans présomption d'innocence, à la manière de Duras.
D'autres écrivains ont aussi réagi publiquement, tels Frédéric Beigbeder, Jay McInerney, Catherine Millet ou encore Yann Moix. En octobre 2011, Marc-Édouard Nabe auto-édite L'Enculé, un roman qui traite de l'affaire.

### Personnalités diverses
En décembre 2012, le pénaliste américain, Alan Dershowitz, déclare n'avoir toujours pas compris « pourquoi Cyrus Vance a fait marche arrière et a abandonné le cas si facilement ». L'avocat affirme : « Si vous comparez l'affaire DSK à celle de Mike Tyson, le boxeur a passé plusieurs années en prison sur la base d'une accusation bien plus faible » et avance un élément d'explication, selon lui : « Dominique Strauss-Kahn a un excellent avocat, Benjamin Brafman, et le procureur de New York, Cyrus Vance Jr, savait que le procès serait long et difficile ».

## Impact de l'affaire

### Couverture médiatique

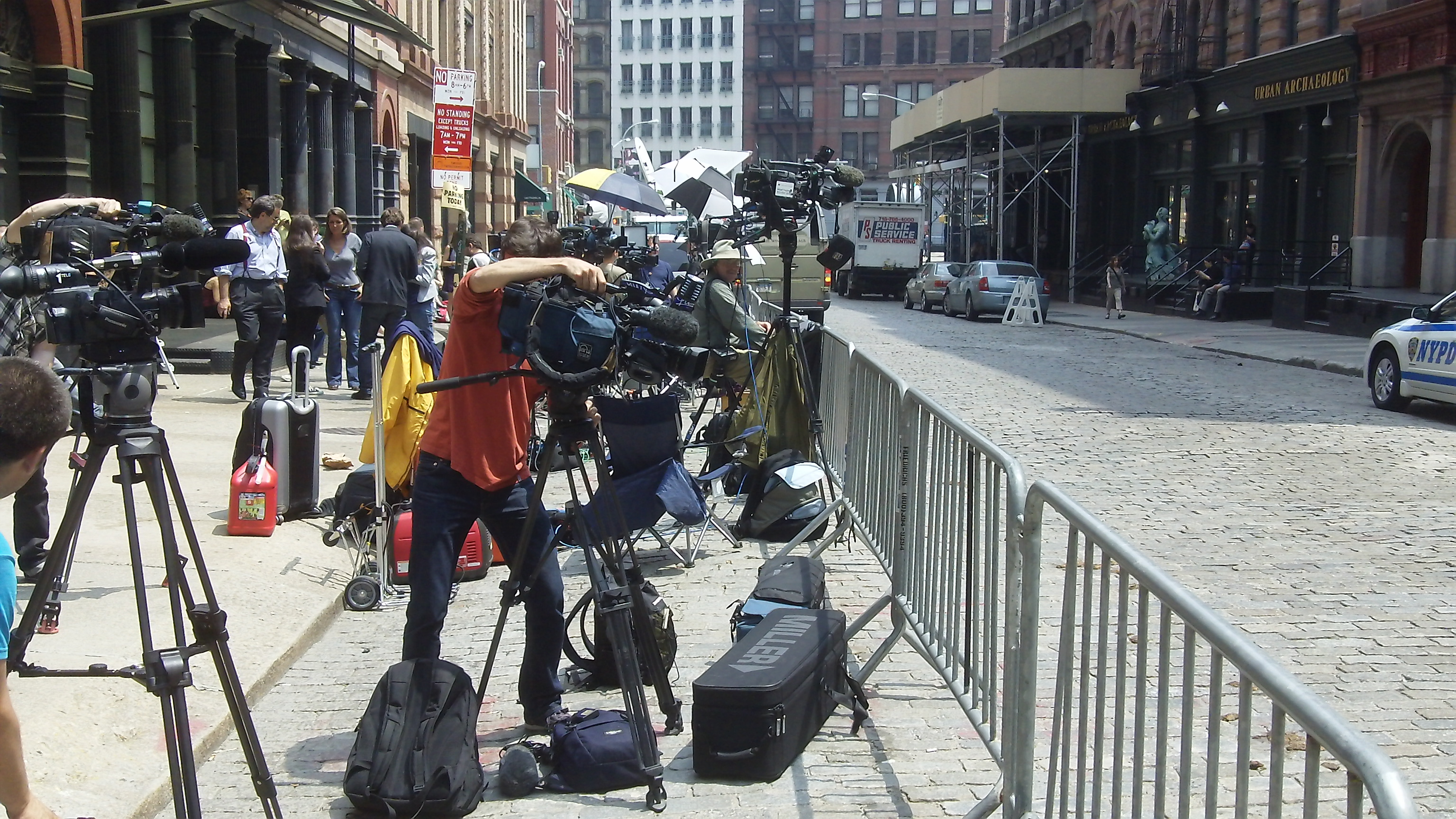
Cadreurs et reporters devant la résidence surveillée de Dominique Strauss-Kahn à New York.

L'impact médiatique planétaire de l'affaire a été mesuré par la société d'analyse des médias Kantar Media : Dominique Strauss-Kahn a fait la Une d'environ 150 000 quotidiens nationaux en quelques jours,, une couverture médiatique notamment supérieure à celle qui a suivi l'élection de Barack Obama. En France, durant la semaine du 15 au 22 mai 2011, Kantar Media a comptabilisé 13 761 unités de bruit médiatique (UBM), soit un niveau jamais atteint depuis la création de cet instrument de mesure en 2000 : chaque Français de 15 ans et plus aurait été en contact 137 fois avec cet événement dans les médias.
L'annonce de l'arrestation de Dominique Strauss-Kahn et le déclenchement de l'affaire ont par ailleurs généré une hausse des audiences des journaux télévisés et des magazines d'information des chaînes françaises, notamment d'information continue, ainsi que des ventes de la presse écrite (+ 113 % pour Libération par exemple).
En outre, selon l'institut Netscope, l'affaire a eu un écho certain sur les blogs et les réseaux sociaux, notamment Twitter,,, phénomène également constaté sur Facebook ou l'encyclopédie en ligne Wikipédia. En comparant les périodes du 15 au 21 mai 2011 et du 25 au 31 décembre 2011, Google a enregistré un intérêt 50 fois plus important du terme « DSK ».
Une enquête réalisée en ligne du 20 au 23 mai 2011 par l'institut Harris Interactive constate qu'une majorité de Français « portent un regard assez critique sur le traitement médiatique de l'“affaire Dominique Strauss-Kahn”, particulièrement outre-Atlantique » et « considèrent que les médias n’ont pas respecté la vie privée de Dominique Strauss-Kahn ».
Le 16 juin 2011, le philosophe Alain Finkielkraut « pourfend “le camp du bien” : gauche “bien-pensante”, droite “trop contente”, Américains donneurs de leçons et journalistes inquisiteurs, qui veulent en profiter pour “arracher le rideau de la vie privée” ». Prenant un point de vue différent, l'association de critique des médias Acrimed a consacré une série d'articles cherchant à mettre en évidence les « compassions sélectives » des grands médias et la superficialité (ou le « néant journalistique ») du traitement médiatique de l'affaire.
L'avocat Fabrice Lorvo estime que Dominique Strauss-Kahn doit faire face à son retour en France, à ce qu'il appelle « un procès médiatique » et Céline Asselot se demande sur France Info si l'on se dirige en France vers « une justice médiatique ».
Le journal France-Soir soumet quelques photos des protagonistes de l’affaire DSK à un psychologue, spécialiste de l’analyse des comportements physiques, et publie ses conclusions le 8 août 2011.
L'affaire Dominique Strauss-Kahn est comparée à des affaires judiciaires françaises dans lesquelles la notion de « procès médiatique » a également été dénoncée, par exemple à l'Affaire d'Outreau, à l'Affaire Alègre-Baudis et à l'Affaire Grégory. Elle donne aussi lieu à des analyses sur le sujet des accusations mensongères et sur celui de la loi du 9 juillet 2010 concernant celles-ci, appelées « dénonciations calomnieuses » en langage juridique et, à tort car à contresens, « fausses accusations » en langage populaire.

#### Images de Dominique Strauss-Kahn menotté
Le 15 mai 2011, à 23 heures (UTC-5), après la fin de sa garde à vue, Dominique Strauss-Kahn, menotté et escorté par deux policiers, sort du commissariat de Harlem pour rejoindre une voiture blindée de la police de New York sous les flashs d'une cinquantaine de photographes. Ces images suscitent de nombreuses réactions en France lors de leur diffusion. Martine Aubry juge la scène « profondément humiliante », tandis que Jean-François Copé pense « à l'image de la France », soulignant que ces photos passent « en boucle dans le monde entier ». L'ancienne ministre de la Justice Élisabeth Guigou trouve que les images sont « d'une brutalité, d'une violence, d'une cruauté inouïes » et se dit heureuse qu'il n'y ait « pas le même système judiciaire » en France. Cette dernière, qui est à l'origine de la loi sur la présomption d'innocence du 15 juin 2000, ajoute qu'il est « interdit par la loi [française] » de « publier des photos de personnes menottées ».
Le fait d'exposer des prévenus menottés sous l'œil des médias est une pratique courante aux États-Unis, appelée perp walk (la « marche du suspect »). Pour Le Nouvel Observateur, il s'agit d'une « pratique populaire et populiste » en « contradiction flagrante avec la présomption d'innocence ». Le 17 mai 2011, le maire de New York, Michael Bloomberg, défend cette « tradition » en mettant en avant la manière de fonctionner du système judiciaire américain qui permet au « public [de] voir les auteurs présumés », tout en reconnaissant que « c'est triste » quand un accusé ayant subi le perp walk est reconnu non coupable. Il revient sur ses positions le 5 juillet 2011, après la libération sur parole de Dominique Strauss-Kahn, en qualifiant cette pratique de « monstrueuse », ajoutant : « Nous diffamons les accusés au nom d'un spectacle, pour le cirque que cela représente ».
Le 17 mai 2011, le Conseil supérieur de l'audiovisuel (CSA) condamne la diffusion de ces images et demande « la plus grande retenue dans la diffusion d'images relatives à des personnes mises en cause dans une procédure pénale » afin de respecter la « dignité humaine ».
Dominique de Leusse, avocat français de l'homme politique, déclare que ces images « portent atteinte à la dignité de Dominique Strauss-Kahn et à sa présomption d'innocence au sens de la loi française » et que « peu importe que des sites Internet soient émis des États-Unis ou des îles Fidji, c'est le lieu de réception du site qui est générateur du délit » et menace de déposer plainte auprès des médias qui ne respecteraient pas la loi.
L'affaire Dominique Strauss-Kahn donne lieu à des comparaisons entre les systèmes judiciaires américain et français.

### Conséquences politiques
La candidature de Dominique Strauss-Kahn à la primaire socialiste de 2011, dite "primaire citoyenne de 2011" en vue de l'élection présidentielle de 2012, dont le calendrier est maintenu par la direction du Parti socialiste, apparaît compromise du fait du déroulement en cours de la procédure judiciaire.
Si, dans un premier temps, le Parti socialiste pouvait apparaître affaibli par le déclenchement de l'affaire,, les premiers sondages montrent que François Hollande et Martine Aubry, s'ils étaient candidats, recueilleraient de bons scores face à Nicolas Sarkozy au premier tour,,,, et seraient en mesure de remporter l'élection présidentielle,,,. Dominique Strauss-Kahn, qui jusque-là était la personnalité politique préférée des Français, perd 29 points de bonnes opinions dans les baromètres politiques Ifop réalisé les 19 et 20 mai 2011 et TNS Sofres de juin 2011.
Deux sondages publiés au début du mois de juillet montrent en outre qu'une majorité de Français ne souhaite pas sa candidature à la primaire socialiste ni à l'élection présidentielle,. Après l'abandon des poursuites pénales par le procureur, une majorité de Français déclare ne pas souhaiter un retour de Dominique Strauss-Kahn dans la primaire et ne pas vouloir qu'il joue « un rôle politique important pendant la campagne présidentielle pour soutenir le candidat socialiste » ni qu'il « fasse partie d'un éventuel nouveau gouvernement » si la gauche gagnait l'élection présidentielle,.
La démission de Dominique Strauss-Kahn de la direction du FMI entraîne la candidature puis l'élection à ce poste de Christine Lagarde, ministre française de l'Économie, des Finances et de l'Industrie. En conséquence, le 29 juin 2011, le gouvernement François Fillon III fait l'objet d'un remaniement.

### Rumeurs de machination
Dans les premiers jours suivant l'arrestation, la nature des accusations portées et le peu d'informations connues suscitent des doutes au sujet de leur réalité ou de l'existence d'un piège ou d'un complot,,. Elle est attisée par le fait que l'arrestation a été annoncée en premier par un jeune militant UMP sur Twitter (Le Point révélera qu'il s'agit de Jonathan Pinet, ami avec un stagiaire du Sofitel, qui lui a donné l'information), et par le fait que Dominique Strauss-Kahn lui-même avait évoqué en avril 2011 le risque d'une machination.
Un sondage CSA réalisé le 16 mai 2011 indique que 57 % des sondés pensent que Dominique Strauss-Kahn est « victime d'un complot », ce que des commentateurs relativisent néanmoins. Le site Conspiracy Watch publie une analyse détaillée de ce sondage et des commentaires critiques sur l'affaire en général et sur les théories du complot qu'elle suscite. D'autres analyses évoquent un choc culturel lié à la nature des actes mentionnés dans les accusations, dont le « refoulement » aurait notamment provoqué les réactions de certaines personnalités politiques françaises devant un tel « traumatisme ».
Le groupe français Accor, accusé de « connexions avec des officines », notamment par le député socialiste de l'Eure, François Loncle, réfute ces allégations. Le 21 juillet, une procédure disciplinaire est engagée contre le directeur de la gestion des risques du groupe, Xavier Graff, qui, le 24 juin, avait envoyé un courrier électronique « sur le ton de la plaisanterie » à propos de l'affaire, où il insinuait qu'Accor avait fait « tomber » DSK.
Un article du journaliste américain Edward Epstein, paru le 26 novembre 2011 dans la New York Review of Books et très commenté par les médias français, évoque un possible complot visant Dominique Strauss-Kahn dans lequel le Sofitel serait impliqué, ce que le groupe Accor dément. Cette hypothèse est également contestée par le ministre de l'Intérieur, Claude Guéant, qui crée par ailleurs une polémique en mentionnant l'existence d'un contrôle de Dominique Strauss-Kahn dans le bois de Boulogne en 2006. La New York Review of Books rétracte subséquemment l'une des affirmations d'Epstein et Dominique Strauss-Kahn prend ses distances avec son biographe, Michel Taubmann, qui défend lui aussi la thèse d'un complot.

### Dans la culture

#### Documentaires
- Documentaire L'affaire DSK avec Gérard Leclerc, Président de LCP, Gilles Leclerc, Président de Public Sénat, sorti le 20 mai 2011 sur LCP[306],[307]
- Documentaire Chambre 2806 : L'affaire DSK de Jalil Lespert sorti le 7 décembre 2020 sur Netflix[308].
- Documentaire audio immersif en 8 épisodes Shame on you de Marine Pradel et Anne-Cécile Genre sorti en novembre 2023.

#### Dans la fiction
Certains sites littéraires font un parallèle entre l'affaire du Sofitel de New York et le roman de Tom Wolfe, Le Bûcher des vanités.
L'affaire a inspiré le scénario d'un projet de film pornographique, DXK, dans lequel jouent Roberto Malone, Sandra Romain et Katia Dé Lys.
Un épisode de la série New York, unité spéciale, diffusé le 21 septembre 2011 sur NBC, s'en inspire également. Cet épisode a été diffusé sur TF1, le 10 juillet 2012.
En octobre 2011, Marc-Édouard Nabe publie L'Enculé, premier roman sur l'affaire, qui la raconte en imaginant la vie de DSK du 14 mai 2011 jusqu'au second tour imaginaire de la présidentielle de 2012,. Le livre nomme chaque protagoniste par son vrai nom, sans qu'aucune procédure judiciaire ne soit déclenchée contre l'écrivain.
En août 2012, Stéphane Zagdanski publie aux Éditions du Seuil Chaos brûlant, un roman qui entreprend d'analyser la « démence » du monde contemporain telle que l'affaire DSK l'incarne selon l'auteur. Laurent Lemire écrit dans Livres Hebdo : « En ce printemps 2011, l'homme qui mobilise l'attention du monde s'appelle Dominique Strauss-Kahn. Avec ses coreligionnaires en déraison, Luc Ifer, Homer Simpson, Guy Debord, Sigmund Freud, Karl Marx, Antonin Artaud, Franz Kafka ou Goneril, <le narrateur> Sac d'Os entre dans la peau de DSK et réinvente son histoire, tel un Shakespeare sous amphétamine ». Dans L'Obs du 4 octobre 2012, lors d'une longue interview par David Caviglioli consacrée à Chaos Brûlant, où lui est demandé son avis sur L'Enculé de son prédécesseur Marc-Édouard Nabe, Stéphane Zagdanski qualifie le roman de Nabe de « grosse merde, comme son titre l’indique. Les titres des mauvais livres aussi peuvent révéler des destins. Celui de Nabe consiste à être littéralement fasciné par la merde ».
En 2012, l'affaire a inspiré deux pièces de théâtre : L’Affaire de Jean-Louis Bauer, mise en scène par Philippe Adrien au théâtre de la Tempête, et Suite 2806, de Guillaume Landrot, mise en scène par Philippe Hersen, au théâtre Daunou.
L'affaire a inspiré à deux avocats, Gilles Bressand et Guillaume Weill-Raynal, le roman Suite 2806 paru aux éditions La Tengo en mai 2012.
En novembre 2012, le chanteur Keen'v sort une chanson intitulée Elle t'a maté (Fatoumata), inspirée de l'affaire. En 2013, Anne Sylvestre enregistre l'album Juste une femme, dont la chanson-titre, clairement inspirée de l'affaire DSK, fustige les propos visant à relativiser la gravité des violences sexuelles.
En 2013, Marcela Iacub s'inspire de L'Enculé pour son livre racontant sa relation avec DSK, Belle et Bête, avant d'être condamnée par la justice,.
En 2014, sort un film franco-américain coécrit et réalisé par Abel Ferrara inspiré de l'affaire intitulé Welcome to New York avec Gérard Depardieu dans le rôle de Dominique Strauss-Kahn et Jacqueline Bisset dans celui d'Anne Sinclair.
En janvier 2014, Régis Jauffret publie un roman intitulé La ballade de Rikers Island, dans lequel il évoque l'affaire du Sofitel de New York. Dominique Strauss-Kahn l'attaque en justice, ainsi que son éditeur, Le Seuil et obtient gain de cause en juin 2016 en les faisant condamner à une amende de 1 500 € avec sursis, ainsi qu'à 10 000 € de dommages et intérêts au titre de préjudice moral et en interdisant toute nouvelle édition du roman. En mai 2017, le jugement de première instance est définitivement confirmé en cour d'appel.